# 松井興長
松井 興長（まつい おきなが）は、安土桃山時代から江戸時代前期にかけての武将。細川氏の家老。熊本藩八代城主。松井康之の二男。正室は細川忠興の娘・古保（こほ）。式部少輔・佐渡守。

## 生涯
天正10年（1582年）、細川氏の家臣・松井康之の二男として丹後国久美浜にて誕生。兄・興之が文禄・慶長の役において戦死したため松井氏の世子となった。
慶長5年（1600年）の関ヶ原の戦いでは、細川氏は関ヶ原・丹後田辺城・豊後杵築城と3方面でそれぞれ戦闘したが、興長は主君・忠興に従って会津征伐から関ヶ原の戦いへ赴いた。しかし、岐阜城攻めで負傷したため関ヶ原での本戦には参戦しなかった。戦後、細川忠興が豊前・豊後国（現在の福岡県と大分県の一部）39万石余りの大名となると、父・康之は豊後国木付（杵築）城を任せられて2万5千石という大名格の領地が与えられた。
慶長16年（1611年）に父・康之の隠居に伴い家督を相続。寛永9年（1632年）、細川氏が肥後熊本藩に国替になると、興長には玉名・合志郡の内に3万石が与えられた。
寛永14年（1637年）から起きた島原の乱では、藩主・細川忠利の命により派兵の手配や江戸幕府・他藩との交渉に奔走。一方で原城の戦いでは自ら3,700余りの兵を率いて出陣した。
正保2年（1645年）、熊本八代城にて隠居していた細川忠興（三斎）が死去すると、正保3年（1646年）から興長が八代城を預かることになった。以後、八代城は一国一城令の例外とされて存続し、代々松井家が八代城主を務めた。また、忠興の六男（松井寄之）を養嗣子に迎え、細川別姓である長岡姓を賜り、長岡佐渡守と称した。
興長は、細川忠興・忠利・光尚・綱利の4代の主君に仕え、特に晩年には、浪費癖のあった若年藩主・綱利を諫める書状を、松井家存続をかけて提出している。
寛文元年（1661年）、死去。
以後、松井家は細川血族として代々筆頭家老を勤め、明治維新まで続いた。熊本県八代市の八代市立博物館や松井文庫、松井家御茶屋だった松濱軒には、第二次世界大戦の空襲を免れた多くの松井家歴代の史料や美術品が残されている。 忠興の子で細川家の世子であった細川忠隆から、松井興長（旧名は新太郎）あての自筆書状5通が松井文庫に現存している。

## 関連文献
- 林千寿『家老の忠義 大名細川家存続の秘訣』歴史文化ライブラリー 吉川弘文館、2021年2月 ISBN 978-4-642-05919-0